# 拉特里尼泰德雷维尔
拉特里尼泰德雷维尔（法語：La Trinité-de-Réville）是法国厄尔省的一个市镇，属于贝尔奈区（Bernay）布罗格利耶县（Broglie）。该市镇总面积11.15平方公里，2009年时的人口为253人。

## 人口
拉特里尼泰德雷维尔人口变化图示